# Teste de Fidelidade
Teste de Fidelidade foi um programa de televisão brasileiro, exibido pela RedeTV!, inicialmente nas noites de domingo entre 2 de março de 2013 e 31 de maio de 2015. Retornou à grade em 5 de julho de 2023, agora nas noites de quarta-feira e recebendo como subtítulo A Investigação, ficando no ar até 15 de maio de 2024. É apresentado por João Kléber e tem direção geral de Rafael Paladia.
Em sua primeira fase o programa possuía uma plateia de mais ou menos 120 pessoas (reduzido para 50 na segunda fase) que chegavam em caravanas. Eram convidados para participar de cada edição do programa dois ou três casais, dependendo do andamento da edição. Geralmente dois casais possuíam um cônjuge testado por atores e/ou atrizes com solicitação do outro cônjuge, podendo ou não ser acusado de infidelidade ao outro cônjuge. Na reestreia do programa, em 2023, passou a ser apenas um casal por edição. O cônjuge da pessoa testada conferia sempre toda a cena do teste. As edições do programa quase sempre terminavam em brigas físicas no palco do programa entre o cônjuge que solicitou o teste e o cônjuge testado ao que este surgia, havendo agressões e palavrões (estes, reproduzidos usando o som agudo de censura - já que o programa não era exibido ao vivo) até que os cônjuges vinham a ser apartados por seguranças do estúdio. Podia ocorrer flagrantes também em outro local em que o cônjuge testado esteja com a sedutora ao que o cônjuge solicitante era levado e onde também podia ocorrer brigas físicas.

## Antecedentes e estreia
A RedeTV!, ao recontratar João Kléber, pretendia utilizar o apresentador no programa Você na TV para ser exibido no período da manhã. Durante a exibição do quadro no programa anual Bastidores do Carnaval de 2013, a atração ficou em segundo lugar no Ibope fazendo com que o Teste de Fidelidade ocupasse o lugar do extinto Saturday Night Live. A atração já foi um quadro do extinto programa também apresentado por João Kléber Eu Vi na TV. E em fevereiro de 2014, a emissora recebeu um pedido de dublagem e legenda do programa para um canal dos Estados Unidos.

## Exibição

### Encerramento
Em 7 de maio de 2015, foi publicado pelo jornalista Giovani Lettiere, do Yahoo! que o programa seria exibido pela última vez em 10 de maio, devido as constantes reclamações dos telespectadores em relação ao seu conteúdo, e após um acerto entre a própria RedeTV! e o apresentador João Kléber. Porém, a RedeTV! desmentiu as informações.
Pouco depois, em 3 de junho, o jornalista Flávio Ricco do UOL, confirmou que o programa seria oficialmente retirado da grade, e que a sua equipe foi deslocada para o futuro programa de João Kléber, que seria similar ao Cassino do Chacrinha, que chegou a ser apresentado pelo próprio durante o recesso de Abelardo Barbosa. A RedeTV! confirmou oficialmente a informação um dia depois.

### Relançamento
Em maio de 2022, já se especulava um possível retorno do programa através de uma ideia proposta por João Kléber. Nela, os testes agora passariam a utilizar a tecnologia para passar instruções ao sedutor e as imagens seriam transmitidas sem o auxílio de câmeras escondidas. Em dezembro do mesmo ano, foi confirmado pela RedeTV! o retorno do programa para o primeiro semestre de 2023, fazendo parte de um pacote de novidades. Curiosamente, o programa completaria 10 anos como formato próprio, já que sua estreia ocorreu em 2013. Inicialmente, o retorno do programa foi marcado para o dia 19 de abril de 2023, ocupando o horário das 23h30, agora sendo exibido às quartas-feiras e intitulado como "Teste de Fidelidade 2.0". Porém, a atração teve sua reestreia adiada para o dia 5 de julho, tendo o título alterado para "Teste de Fidelidade - A Investigação". O programa ganhou uma reprise aos domingos à noite, após o João Kléber Show. Com a estreia da nova programação dominical da emissora no início de 2024, a reprise passou para a madrugada de sábado para domingo, à 0h30.
Em 26 de abril de 2024, foi anunciado que o programa deixaria novamente a grade, com a última edição indo ao ar no dia 15 de maio. A mudança atende a um pedido da direção de programação para que João Kléber e sua equipe se dediquem exclusivamente à nova fase do João Kléber Show e com o Você na TV, que voltaria a ter episódios inéditos. No entanto, o segundo deixaria novamente a grade com o espaço sendo tomado pela Igreja Universal do Reino de Deus e as televendas da Ultrafarma.

## Elenco

### Sedutoras
- Aline Rodrigues (2013-2015);[12]
- Cris Lopes (2013-2015);[12]
- Letícia Bittencourt (2013-2015);[13]
- Marcia Imperator (2000-2005, 2014-2015);
- Priscila Vilela (2013-2015);[14][15]
- Danny Mancini (2023);
- Aline Damaceno (2023);
- Cybelle Florêncio (2023);
- Márcia Caroline Bastos (2023);
- Tatyane (2023);
- Dara Diniz (2023);
- Naty (2023);
- Jack (2023);
- Taluane Boom (2023-2024);
- Thalita Souza (2023-2024);
- Karolina Santos (2024)

### Sedutores
- Marcos Oliver
- Rafael Hernandes
- Kevin Jolsan (2023)

### Repórteres
- Laura Keller, repórter no Rio de Janeiro. (2013-2015)

### Primeira fase (2013-2015)
- Natália Inoue
- Amanda Sati
- Eliana Amaral
- Francine Pantaleão
- Lorena Bueri
- Nathalia Belletato
- Mariane Tarrafel
- Dayse Brucieri

### Segunda fase (2023-2024)
- Amanda França
- Juju Bonita

### Diretor
- Rafael Paladia

## Repercussão

### Audiência
Em sua estreia, o Teste de Fidelidade marcou 2 pontos de média no Ibope. O faturamento do programa esteve baixo em 2013, apesar do Ibope naquele ano ter sido satisfatório para a emissora, com médias entre 3 e 4 pontos aos domingos e entre 2 e 3 pontos nas reprises de sábados.
Tanto nos sábados e domingos no mês de novembro, dezembro e na metade de janeiro os programas são reprisados, quando na metade de janeiro são os programas inéditos e ficam até novembro.
Em 2023, quando reestreou nas noites de quarta-feira, o Teste de Fidelidade registrou 0.7 de média no Ibope, chegando a 1 ponto de pico. No primeiro mês de exibição, o Teste elevou os índices de audiência da RedeTV! no horário, consolidando 1 ponto no Ibope nas principais praças.

### Análise da crítica
Segundo Fernando Oliveira, do portal iG, "[...] pelo que assistiu, já afirma que é impossível não dar uma única risada, ainda que nervosa. Seja pela nostalgia, seja pela tosquice.".

### Controvérsias
- Em março de 2013, a Segunda fase da reprisadas do programa já havia sido visto no programa de sexta-feira Quem Convence Ganha Mais (SBT) apresentado por Christina Rocha, e no sábado seguinte o mesmo casal já estava no Teste de Fidelidade;[20]

- No dia 20 de maio, uma briga na plateia do Teste ocorreu por um motivo fútil: cerca de 30 pessoas que deixavam o local começaram a trocar ofensas e depois partiram para agressões físicas. Isso devido a que a produção teria levado ao programa pessoas de caravanas rivais, e uma caravana estaria acusando a outra de ter obtido mais vantagens. Os seguranças precisaram agir e a polícia militar também foi chamada – apenas assim a briga acabou. Mas alguém que estava filmando tudo publicou o vídeo no YouTube. Essa briga não teve nada a ver com João Kléber ou foi armada;[21]

- Uma mulher que participou da edição de 2 de junho do Teste dizendo trabalhar como bartender apareceu no dia seguinte no Programa do Ratinho (SBT) dizendo ser uma modelo e atriz;[22]

- Um participante que esteve na edição de 28 de julho do Teste participou do Casos de Família (SBT) no dia seguinte;[23]

- A atriz e modelo Priscila Vilela, que participou da edição de 14 de julho do Teste, publicou no dia 4 de agosto um vídeo no YouTube com acusações à RedeTV!. No vídeo intitulado "Paga meu cachê, RedeTV!", Priscila depõe dizendo-se uma vítima de calote da emissora, que não lhe teria pago por um trabalho como "sedutora" bem como afirmando que a rede incentiva a prostituição. Em comunicado, a produção do Teste rechaçou as acusações.[24][25] Ainda, Priscila afirmou que o programa é armado.[26] Dias após, a também sedutora Cris Lopes comentou sobre o assunto e confirmou que algumas mulheres que faziam o Teste de Fidelidade como teste era exibidas na televisão e não tinha pagamento de cachê;[27]

- No dia 30 de março de 2014, foi ao ar o casal Fernanda e Herventon com a sedutora Kelly[28][29][30]: o mesmo casal já havia estado nos programas Quem Convence Ganha Mais (SBT) do dia 25 de março de 2013 com Márcia, a mãe de Fernanda que à ocasião debatia: "Não sou obrigada a cuidar dos filhos da sua mulher!"[31] e no Você na TV (RedeTV!) – em que Fernanda perdoou a mãe.[32][33][34][35]
- No dia 11 de outubro de 2023, foi ao ar o casal Raiza e Robert com a sedutora Taluane: o mesmo casal publicou fotos juntos no Instagram momentos após o término do programa,[36] com ela ironizando a participação ao publicar no story uma enquete questionando se o namorado era fiel ou não[37].